# Skatia
Die „Skatia von 1864 zu Bremen“ ist der älteste Skatclub Bremens und der älteste bekannte Skatverein Deutschlands.

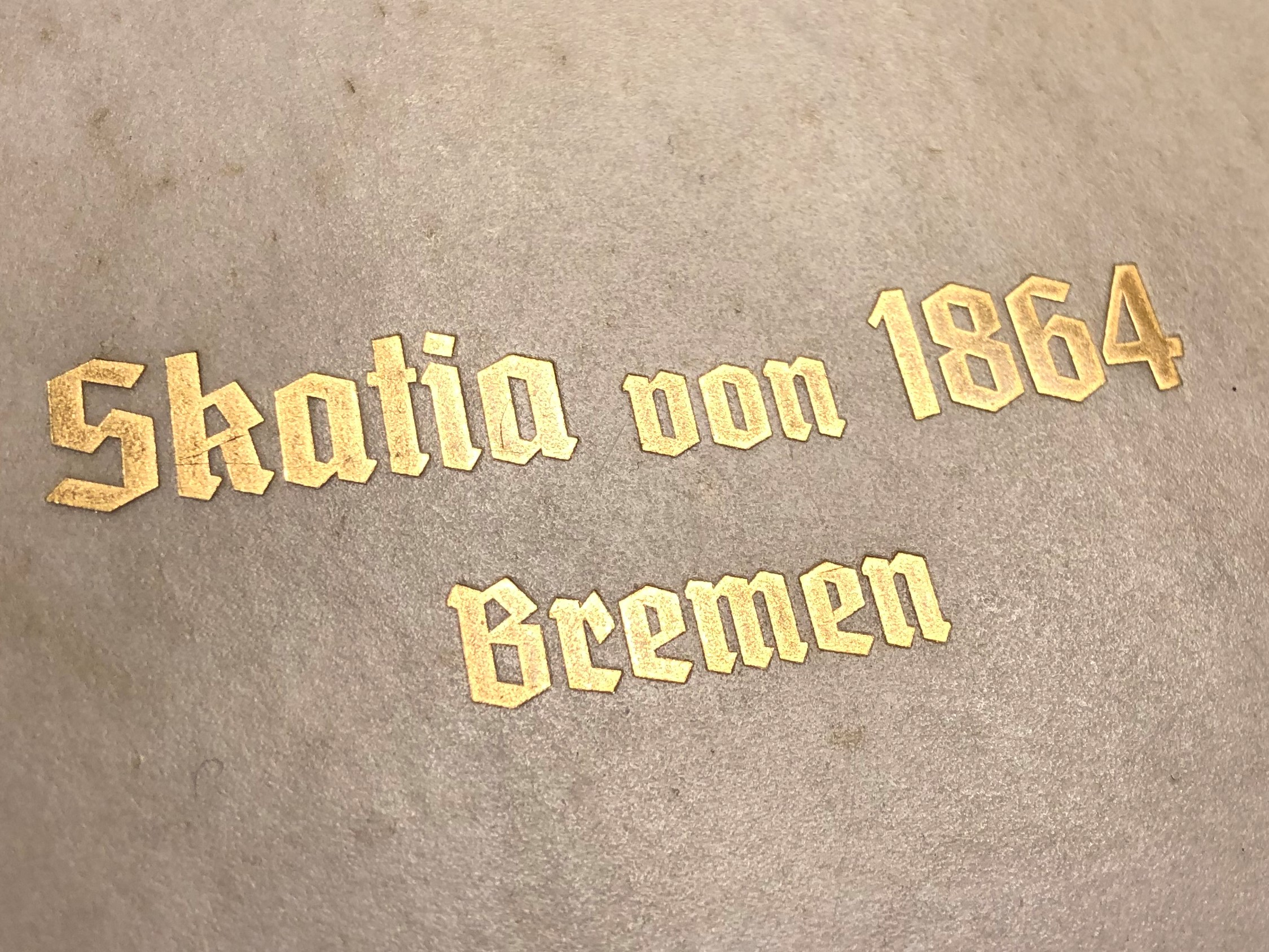
Namenszug der Skatia von 1864 zu Bremen

## Geschichte
1864 trafen sich, laut mündlicher Überlieferung, zum ersten Mal einige Bremer Kaufleute, Reeder, Assekuradeure, Juristen und Ärzte zu einem Gedankenaustausch bei einem gemeinsamen Essen und Trinken mit anschließendem Skatspiel. Es entsprach uralter bremischer Tradition, bei geselligen Zusammenkünften die wirtschaftliche und gesellschaftliche Lage und mögliche Lösungen zu erörtern und beim Spiel für ein paar Stunden die besorgniserregenden Ereignisse der Zeit zu vergessen.
In den Vereinigten Staaten dauerte der Sezessionskrieg an, der zwar die bremische Handelsschifffahrt begünstigte, aber die Auswanderung und die daran geknüpften günstigen Importe entwickelten sich rückläufig. Im Norden verlor Dänemark im Deutsch-Dänischen Krieg die Herrschaft über Schleswig, Holstein und Lauenburg an Österreich. Der Vorteil des von Bremen beharrlich verteidigten Freihandels schwand seit dem Beitritt Hannovers und Oldenburgs zum Deutschen Zollverein. Bremen konnte den Schwung des technischen Fortschritts nicht hinreichend nutzen, der mit dem Einsatz der Dampfkraft den Handelsverkehr beschleunigte. Seit 1847 fuhr die erste Eisenbahn nach Hannover und seit 1863 nach Bremerhaven. Der ersten regelmäßigen Postdampferlinie zwischen Nordamerika und dem europäischen Festland war 1857 die Gründung des Norddeutschen Lloyd gefolgt. Für eine schnellere Nachrichtenübermittlung sorgte der elektrischen Telegraphen nach dem System Morse. 1864 wurde die neue Börse in Bremen festlich eingeweiht. Es waren die Jahre der Gründerzeit in Deutschland.

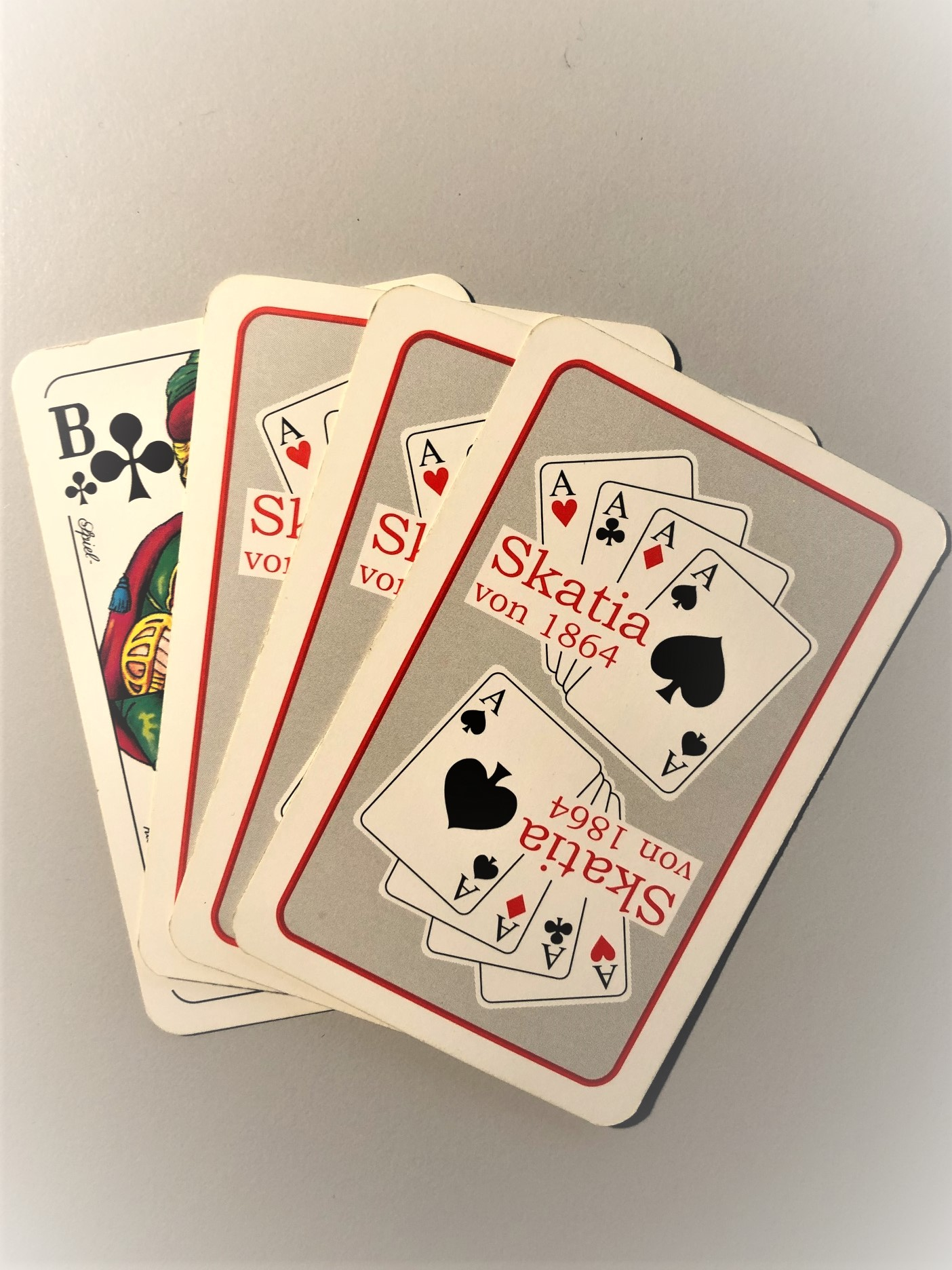
Skatblatt der Skatia

Die Bremer Skatrunde verteilte ihre Karten rund 50 Jahre nach der ersten Erwähnung des Skatspiels in Deutschland. Gespielt wurde in Bremen auch vorher schon, unter anderem das Kartenspiel L’Hombre, das wie Schafkopf einer der Vorläufer des Skat ist. Wie an anderen Orten entwickelte die Bremer „Skatia“ eigene Skatregeln, nach denen bis heute gespielt wird, abweichend von der „Allgemeinen Deutschen Skatordnung“ (1903) und der Internationalen Skatordnung. Dem 1899 gegründeten Deutschen Skatverband gehört die „Skatia“ nicht an. Skat ist ein Strategiespiel für mindestens drei Personen mit einem Blatt aus 32 Karten. Der beim Verteilen der Karten verbleibende Rest von zwei verdeckten Karten bildet den Skat (ital. scarto = weggelegte Karten).
Zum 100-jährigen Bestehen fasste die „Skatia“ ihre Club- und Spielregeln, die wichtigsten Ereignisse und eine eigenhändig unterzeichnete Liste der Mitglieder und Ehrenmitglieder zusammen:
Der „Skatia zu Bremen von 1864“ gehören etwa 30 Mitglieder an, die aus ihrer Mitte den Präsidenten wählen. Darüber hinaus können Ehrenmitglieder ernannt werden. Der Freundeskreis trifft sich am letzten Mittwoch jeden Monats zum geselligen Beisammensein beim Essen, Trinken, Rauchen und Skatspiel. Die Pflege der Kontakte und der Gemeinschaft sind Grund und Anlass für die Skatrunde. Gewinne dienen einem guten maritimen Zweck. Sie werden der Deutschen Gesellschaft zur Rettung Schiffbrüchiger überwiesen. Einmal im Jahr versammeln sich die Mitglieder zum Jahresessen. Die Kosten werden durch eine Umlage beglichen. Die Einladungen spricht der Präsident aus, der auch die Zusammenkünfte arrangiert und die Höhe der Umlage bestimmt. Entschuldigtes und unentschuldigtes Fehlen sind mit einer Buße in die gemeinsame Kasse belegt. Neuzugänge erfolgen auf Vorschlag eines Mitglieds. Skat spielen zu können, wird vorausgesetzt. Nach dreimaliger Teilnahme als Gast entscheiden die Mitglieder über die Aufnahme. Jedes neue Mitglied trägt sich handschriftlich in das 1964 gestiftete Clubbuch der „Skatia“ ein. (Aktive Mitglieder, die 1964 bereits der Skatia angehörten, rückwirkend bis zum Eintrittsdatum 1949)

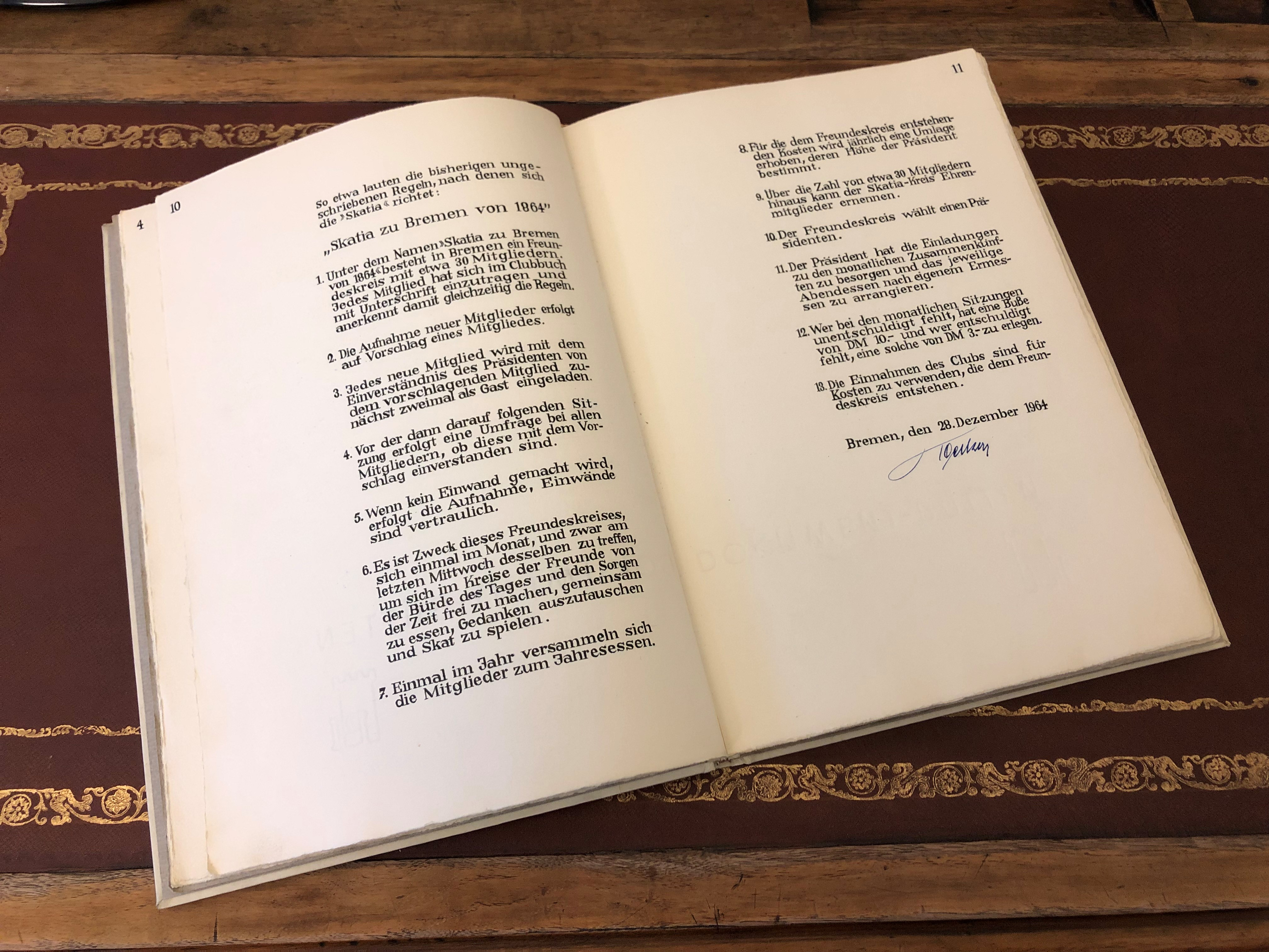
Skatia-Auszug-Clubbuch

Die Tradition der „Skatia“ wird von den Mitgliedern weitergegeben, von Freunden zu Freunden, oft vom Vater auf den Sohn. Dem Club gehören bis heute Vertreter aus Wirtschaft und Politik Bremens, Kaufleute, Banker, Juristen und Ärzte an. Die Monatstreffen beginnen um 18.00 Uhr mit dem Skatspiel, dem sich um 19.30 Uhr ein Abendessen anschließt. Zu den Jahrestreffen haben die Mitglieder im Smoking zu erscheinen. Die Treffen fanden regelmäßig im Haus Schütting der Handelskammer Bremen (IHK für Bremen und Bremerhaven) statt. Der Präsident begrüßt die Teilnehmer um 18.00 Uhr. Ein neues Mitglied hat eine launige Rede auf die „Skatia“ zu halten. Vor dem Essen wird ein Drink serviert. Es folgt das Menü. Traditionell wird Gans mit Knödel, Rotkraut und Rosenkohl serviert. Es ist Usus, dass ein Mitglied den Weißwein und ein anderes den Rotwein stiftet. Um etwa 23.00 Uhr beginnt das Skatspiel.
Text und Recherche mit freundlicher Unterstützung von Frau Dr. Lydia Niehoff.